# Elisabeth van Anhalt

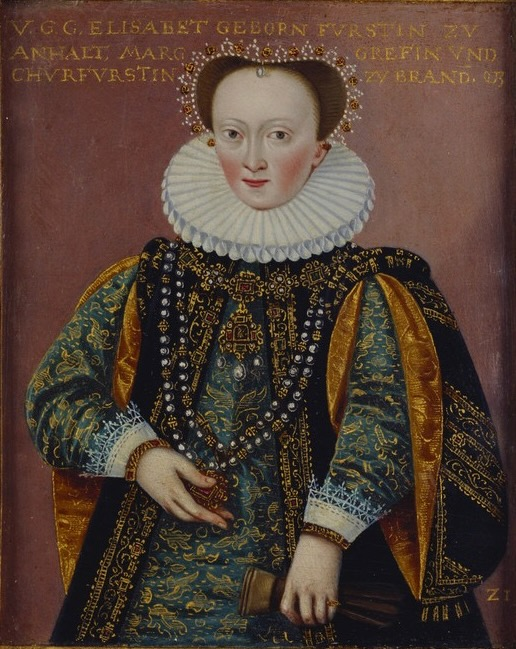
Elisabeth van Anhalt.

Elisabeth van Anhalt (Zerbst, 15 september 1563 – Crossen an der Oder, 8 november 1607) was van 1577 tot 1598 keurvorstin-gemalin van Brandenburg. Ze behoorde tot huis Ascaniërs.

## Levensloop
Elisabeth was een dochter van vorst Joachim Ernst van Anhalt en diens eerste echtgenote Agnes van Barby (1540-1569), dochter van graaf Wolfgang I.
Op 6 oktober 1577 werd ze in het jachtslot van Letzlingen de derde echtgenote van de bijna veertig jaar oudere keurvorst Johan George van Brandenburg (1525-1598). Het huwelijk werd zonder grote festiviteiten gevierd en Elisabeth bracht als bruidsschat 15.000 daalders in het huwelijk. In de plaats kreeg zij als lijfgeding een behoorlijke rente van 400 gulden per jaar toegewezen, samen met de stad en het slot van Crossen an der Oder, het ambt en de stad van Züllichau en Bobersberg.
Elisabeth gold als de promotor van de geleerde Leonhard Thurneysser. Na het overlijden van haar echtgenoot in 1598 trok Elisabeth, die door haar vele bevallingen al redelijk verzwakt was, zich terug in het Slot van Crossen an der Oder, waar ze in november 1607 op 44-jarige leeftijd stierf. Ze werd bijgezet in de Hohenzollern-Crypte van de Dom van Berlijn.

## Nakomelingen
Elisabeth en haar echtgenoot Johan George kregen elf kinderen:
- Christiaan (1581-1655), markgraaf van Brandenburg-Bayreuth
- Magdalena (1582-1616), huwde in 1598 met landgraaf Lodewijk V van Hessen-Darmstadt
- Joachim Ernst (1583-1625), markgraaf van Brandenburg-Ansbach
- Agnes (1584-1629), huwde in 1604 met hertog Filips Julius van Pommeren en in 1628 met prins Frans Karel van Saksen-Lauenburg
- Frederik (1588-1611)
- Elisabeth Sophia (1589-1629), huwde in 1613 met vorst Janusz Radziwiłl en in 1628 met hertog Julius Hendrik van Saksen-Lauenburg
- Dorothea Sibylla (1590-1625), huwde in 1610 met hertog Johan Christiaan van Brieg
- George Albrecht (1591-1615)
- Sigismund (1592-1640)
- Johan (1597-1627)
- Johan George (1598-1637)